# Ruồi trâu (tiểu thuyết)
Ruồi trâu (tên gốc: The Gadfly) là tên một cuốn tiểu thuyết của Ethel Lilian Voynich, đã được xuất bản năm 1897 tại Hoa Kỳ (tháng 6) và Anh (tháng 9).
Khi được dịch và xuất bản ở Nga vào năm 1898, tác phẩm này đã lập tức gây được tiếng vang rộng rãi trong độc giả, đặc biệt là sau Cách mạng Tháng Mười Nga. Tiểu thuyết đã là cuốn sách bán chạy nhất ở Liên Xô khi đó và cũng rất được ưa chuộng tại Trung Quốc. Cho đến khi tác giả mất thì số lượng đầu sách bán ra là khoảng 2.500.000 bản ở Liên Xô. Nhiều thế hệ người dân ở đây và các nước xã hội chủ nghĩa đã lớn lên dưới ảnh hưởng của tác phẩm này và tinh thần khắc kỷ của nhân vật chính - Arthur bí danh "Ruồi trâu", chàng thanh niên đã hiến dâng cả cuộc đời, hy sinh tất cả tình cảm riêng tư cho lý tưởng cách mạng.

## Nội dung tóm tắt
Arthur là một chàng trai trẻ, hiền lành, thánh thiện, sinh trưởng từ trong một gia đình tư sản Anh. Montaneli là một cố đạo, giám đốc trường dòng thánh Pida, trong mối quan hệ thường đối xử với Arthur như con đẻ của mình và Arthur cũng rất gần gũi, tôn trọng ông. Từ khi mẹ Arthur mất thì mối quan hệ đó càng khăng khít hơn. Nhưng từ khi Arthur có thêm niềm say mê mới, tham gia Nước Ý trẻ cùng các bạn sinh viên khác, đấu tranh cho nền Cộng hoà và đồng thời có một lý tưởng mới và rõ hơn về tôn giáo thì anh đã thay đổi suy nghĩ về Montaneli. Năm năm trước, ông đối với Arthur như là một người anh hùng lý tưởng thì giờ đây, anh có cảm tưởng rằng Montaneli là một nhà tiên tri tương lai của tín ngưỡng mới. Arthur tham gia đoàn thể Nước Ý trẻ và anh có tình cảm đặc biệt với Gemma, nhưng Gemma lại theo Ki-tô giáo kháng cách còn anh thì khác đạo với cô. Arthur không chỉ là một thanh niên mang chất "thép" của người cách mạng mà anh còn là con người sống giàu tình cảm... Arthur từng bị Gemma nghi ngờ, và anh đã cảm thấy như bị xúc phạm, đau đớn cho bản thân, nhưng không vì thế mà ngọn lửa tình cảm của anh đối với cô bị lụi tàn. Sau một lần xưng tội với một linh mục, ông này lại là tay sai của đế quốc Áo, Arthur và nhóm của anh đã bị bắt giữ. Cùng lúc đó, anh đã biết được sự thật: anh chính là đứa con ngoài giá thú của vị cố đạo, vì ông theo Công giáo nên không dám công khai sự thật này. Sự thật biết được quả là đau đớn: anh ta bị cha của mình lừa, giáo hội lừa, Gemma thì nghi ngờ... Sau khi được thả ra, anh đã bắt đầu một cuộc sống mới, lưu lạc qua Nam Mỹ, gặp nhiều hiểm nguy, nỗi bất hạnh, cay đắng và trở thành một người khác có cá tính mạnh mẽ, sắc sảo hơn với tên Rivarez hay bí danh là Ruồi trâu. Con đường hoạt động của anh càng ngày càng đối lập hoàn toàn với người cha, Hồng y Montaneli. Anh đã trở lại nước Ý để phục thù những gì đã lừa dối anh, ngoại trừ cha mình. Trong một cuộc trận đấu với bọn mật thám, Ruồi trâu bị bắt và bị kết án tử hình. Nhưng anh hoàn toàn cảm thấy hạnh phúc, mãn nguyện trước cái chết này, "Phần tôi, tôi sẽ bước ra pháp trường, tâm hồn thư thái như bất kỳ chú bé nào đang về nhà nghỉ ngơi. Tôi đã làm xong công việc được giao phó, và bản án tử hình kia là bằng chứng cho thấy tôi đã hoàn thành nhiệm vụ một cách trọn vẹn". Anh chỉ còn niềm ao ước cuối là nói với Gemma, rằng anh rất yêu cô cho đến tận những giây phút cuối đời này. Anh đã viết câu thơ về cuộc đời của mình:
Vẫn là ta
Chú ruồi sung sướng
Sống xứng đáng
Chết chẳng vấn vương
Cái chết của anh đã để lại trong lòng vị Hồng y bao nỗi dằn vặt, day dứt và cuối cùng cái chết cũng đến với ông. Lý trí của hai người đã chiến thắng, nhưng đã phải trả giá cho điều này là sự cay đắng và vết thương không bao giờ liền trong trái tim họ.

## Ý nghĩa
Nội dung chính của câu chuyện là cuộc đấu tranh dai dẳng, không khoan nhượng giữa người cha và đứa con ngoài giá thú của ông. Hai con người này đại diện cho hai thế giới hoàn toàn đối lập nhau về lý tưởng sống, về chính trị và tôn giáo. Đến những giây phút cuối cùng, họ vẫn giữ vững niềm tin mà mỗi người đã lựa chọn, từ bỏ tiếng gọi của tình cảm ruột thịt mà đi theo tiếng gọi của lý trí. Cuộc đấu tranh bên ngoài dữ dội bao nhiêu thì cuộc giằng xé trong lòng mặc dù âm ỉ nhưng cũng không kém phần quyết liệt. Từ một con người hiền lành, cuộc đời đã biến Arthur thành một Ruồi trâu sắc sảo, khôn khéo và tài giỏi. Nhưng bản chất con người đầy tình yêu thương tha thiết, có một trái tim nhân hậu vẫn còn nguyên trong con người anh. Mặc dù cái chết đến với mình nhưng anh cảm thấy thanh thản vì đã có một cuộc sống hạnh phúc do đã được sống, chiến đấu và chết vì những lý tưởng, hoài bão cao đẹp mà cả cuộc đời anh đã theo đuổi cống hiến.

## Dựng phim
- 1928. Phim Krazana của Gruzia do Kote Mardjanishvili đạo diễn.
- 1955. Đạo diễn Xô viết Aleksandr Fajntsimmer chuyển thể tiểu thuyết thành bộ phim cùng tên (tiếng Nga: Овод, Ovod).
- 1980. Phim của Nikolai Mashchenko với các diễn viên Andrei Kharitonov, Sergei Bondarchuk và Anastasiya Vertinskaya.

## Thông tin thêm
Liệt sĩ Đặng Thùy Trâm đã từng nhắc tới Ruồi trâu và Gemma trong nhật ký của mình.
Trong tác phẩm Thép đã tôi thế đấy, nhân vật chính Pavel đã đọc cuốn Ruồi trâu cho tất cả nhưng đồng chí của mình cùng nghe và chia sẻ tình cảm ngưỡng mộ với Ruồi trâu, một con người đã sống vì lý tưởng cách mạng: "Câu chuyện bi thảm thật. Ai mà tưởng tượng được có những con người bản lĩnh như thế trên đời này. Một con người thường không thể chịu cực hình đến độ ấy. Nhưng khi người ấy vì lý tưởng mà chiến đấu thì nhất định giữ vững được tinh thần".
Câu truyện có hơi hướng tôn giáo và mô-típ về cái chết của đứa con ngoài giá thú của một Hồng y giáo chủ mang ý nghĩa "cái gì ăn cắp được từ Chúa sẽ phải trả lại cho Chúa", gần giống truyện Tiếng chim hót trong bụi mận gai.